# 阿达堡
阿达堡（義大利語：Castiglione d'Adda）是意大利洛迪省的一个市镇。总面积13.11平方公里，人口4926人，人口密度375.7人/平方公里（2009年）。ISTAT代码为098014。

## 友好城市
- 義大利洛佐洛